# Murs de fortification de Vyborg
Les murs de fortification de Vyborg  (russe : Выборгская городская стена, finnois : Viipurin kaupunginmuuri, suédois : Viborgs stadsmur) sont une structure défensive construite, à partir de la seconde moitié du XVe siècle, autour de la ville de Vyborg aujourd'hui en Russie.

## Histoire
Les fondations de la fortification sont posées par Erik Axelsson Tott, le gouverneur du château de Vyborg. La fortification est construite par les architectes qui ont bâti le château d'Olaf en 1475–1477. Les murailles font 5–6 mètres de haut et ont à l'origine dix tours, dont deux (la tour du conseil (fi) et la tour ronde construites dans les années 1540) ont été préservées. À la fin du XVIe siècle les murs sont renforcés par plusieurs bastions et par la forteresse à corne située à l'est du mur d'origine.
Les murailles seront démolies dans les années 1860 quand Vyborg appartenait au grand-duché de Finlande, seules quelques petites parties sont préservées.
Il ne reste que le bastion de Panzerlachs au coin sud-ouest de la forteresse à corne. Selon la légende, l'une des tours a explosé durant la Guerre russo-suédoise en 1495  provoquant la fuite des envahisseurs russes.

## Galerie

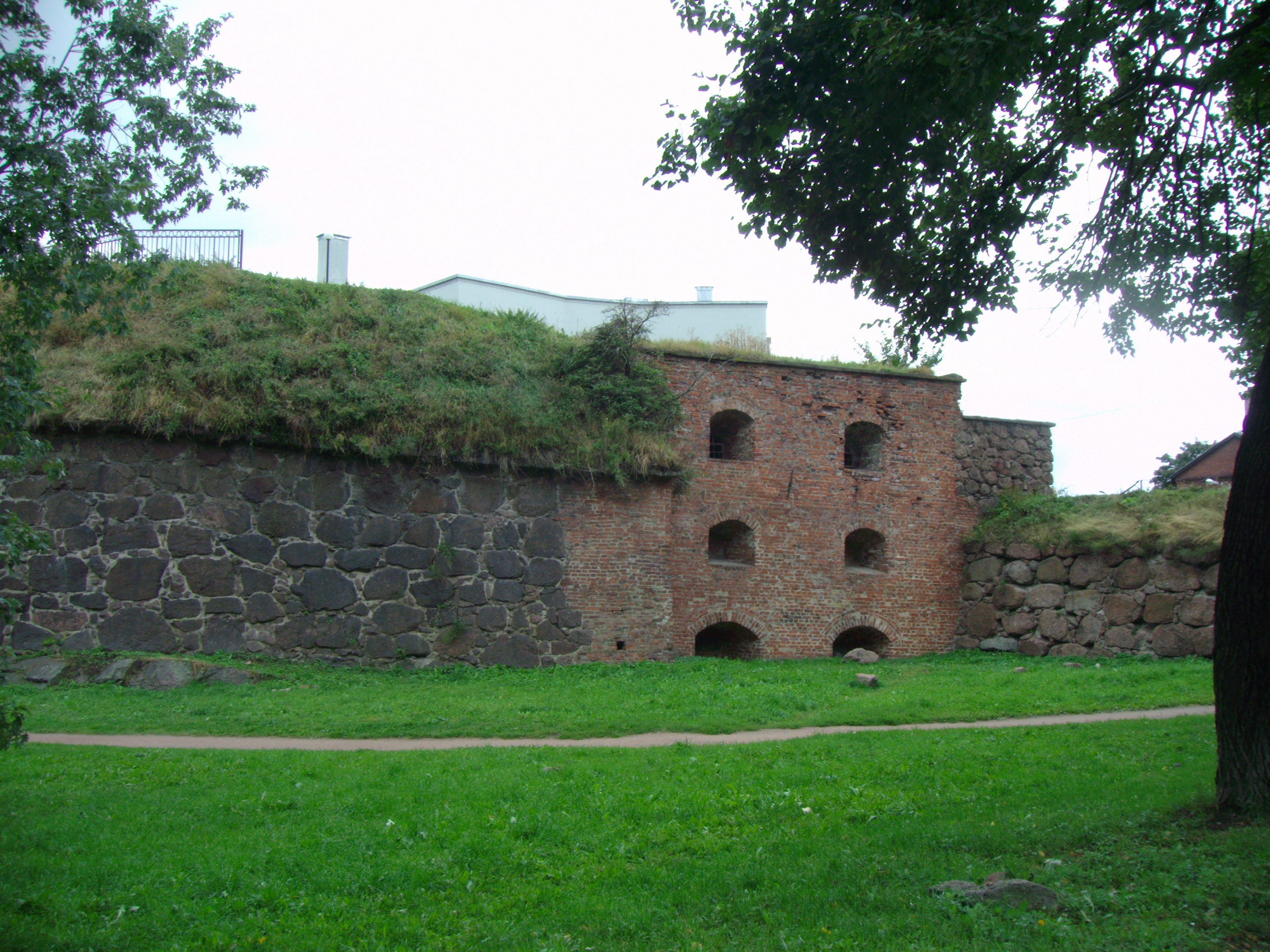
Le bastion de Panzerlachs.
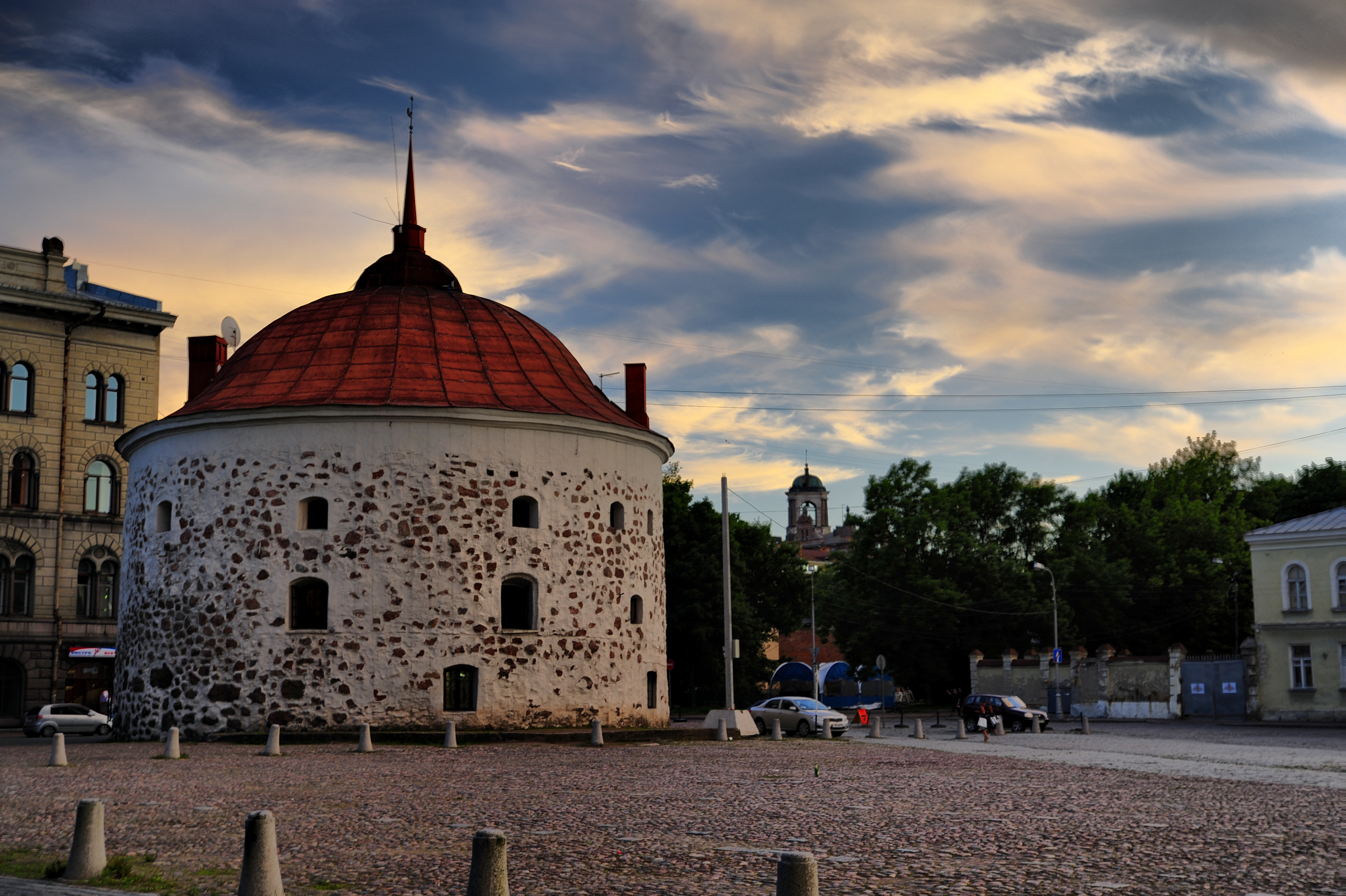
La tour ronde
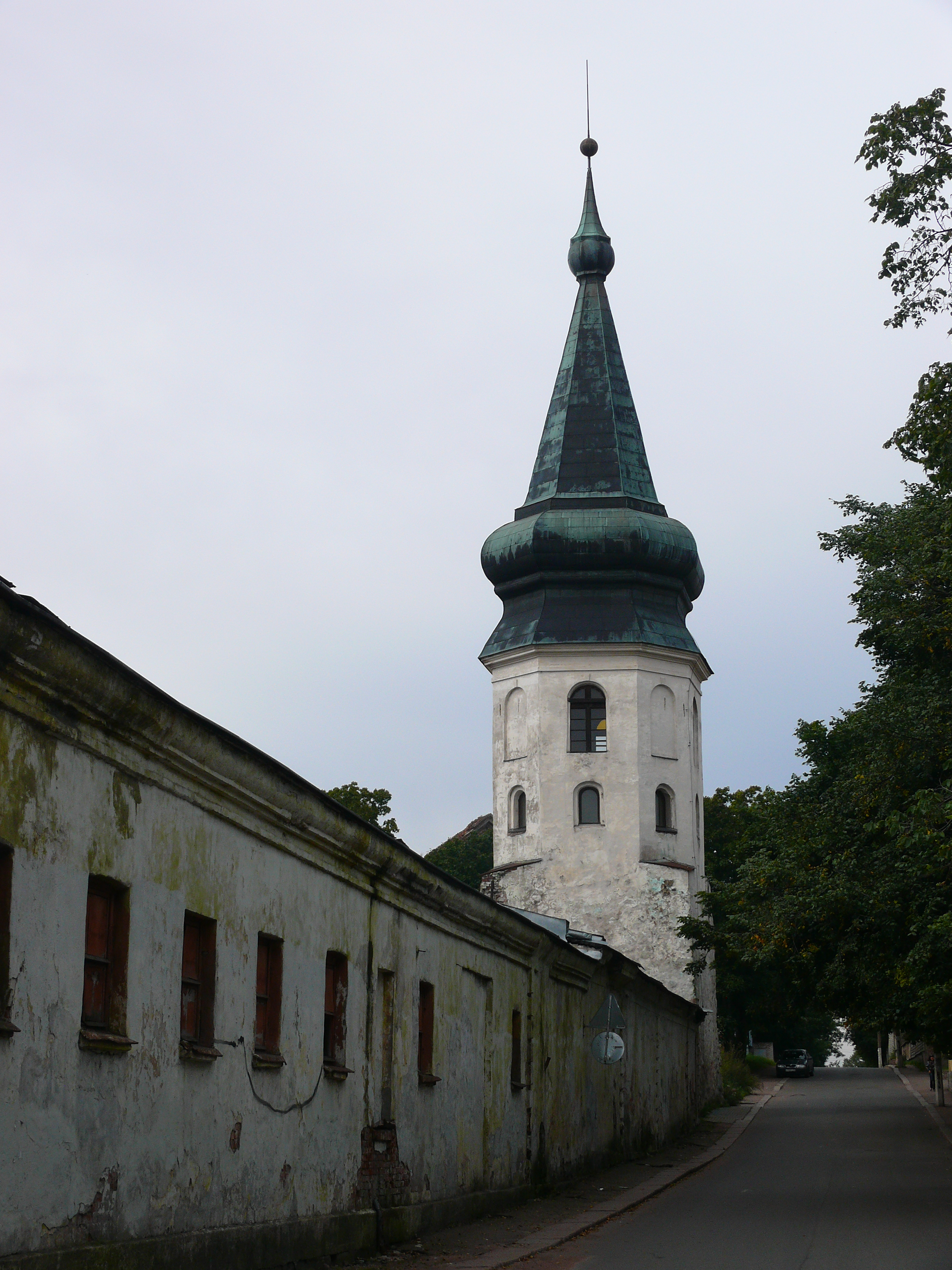
La tour du conseil (fi)
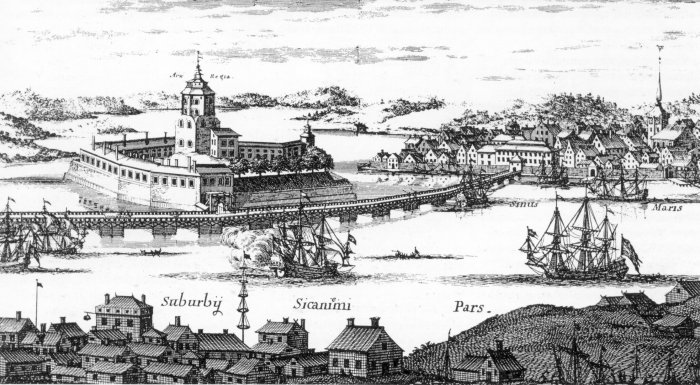
Le château et les remparts au début du XVIIe siècle avant la grande guerre du Nord[2].

## Sources
- Histoires de la forteresse du Moyen Âge au début du XIXe siècle.